# Studio Filmowe Barrandov

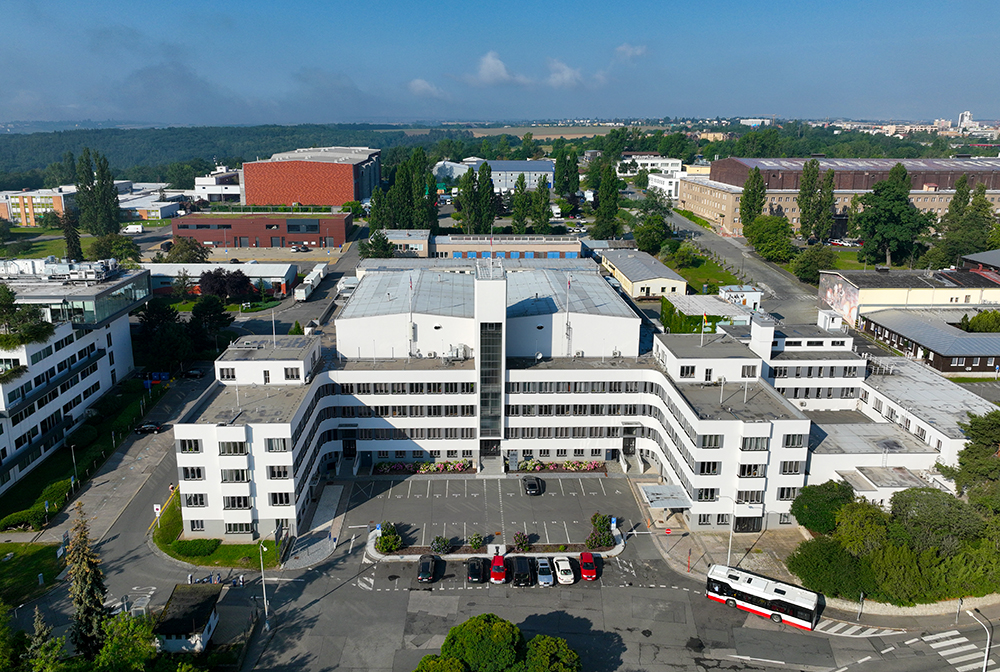
Studio Filmowe Barrandov

Studio Filmowe Barrandov – jedna z największych europejskich, a największa w Czechach wytwórnia filmowa.

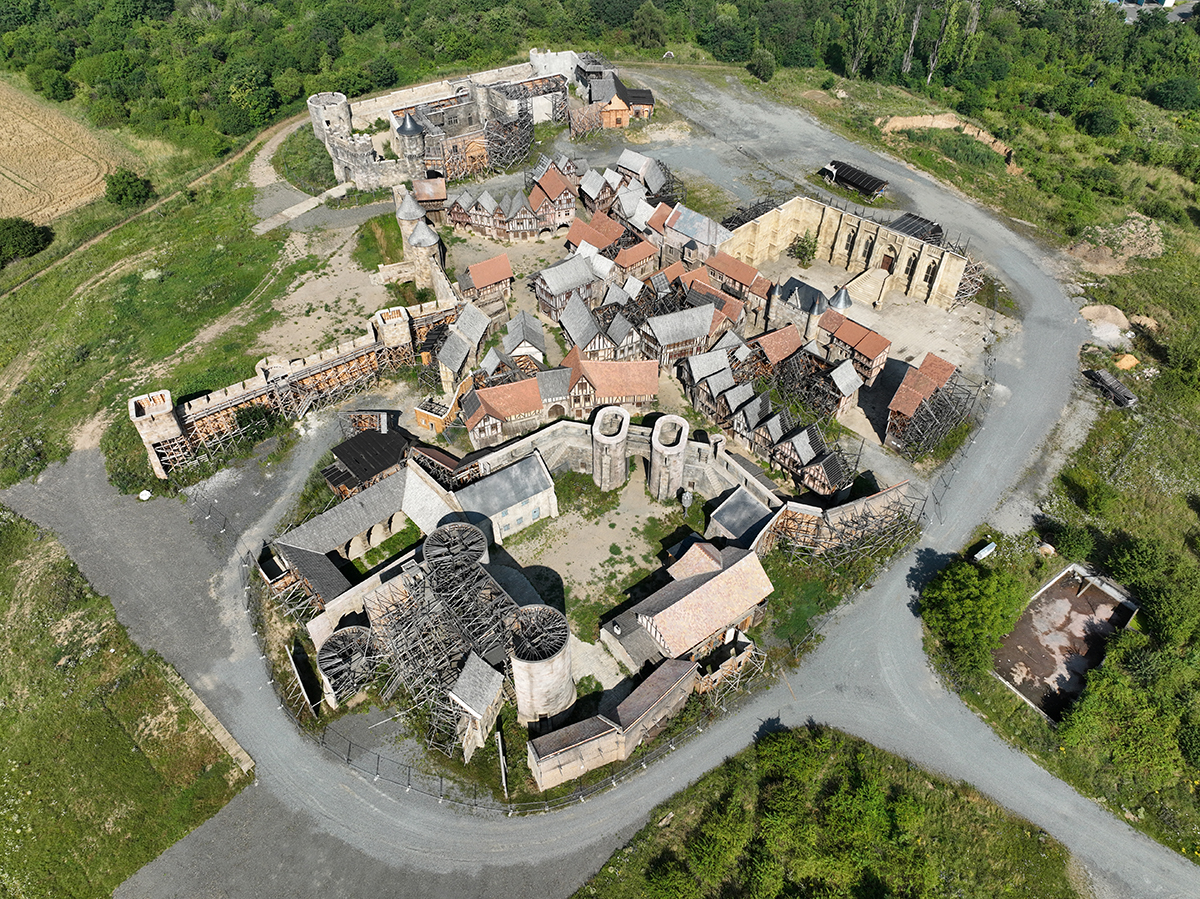
Średniowieczne miasto, zestaw stały

## Historia
Studio Filmowe Barrandov zaczęto budować 23 listopada 1931 r., a 25 stycznia 1933 r. odbył się pierwszy dzień zdjęciowy. Nazwa pochodzi od nazwiska francuskiego geologa Joachima Barrande’a, który w XIX wieku prowadził badania w Pradze. Zostało założone przez braci Miloša i Václava Havla (jeden z braci – Václav jest ojcem Václava Havla – dramaturga i pierwszego prezydenta Czech). W latach 30. Barrandov współdziałało z wytwórniami filmowymi UFA, Paramount Pictures czy MGM, łącznie zrealizowano 32 pełnometrażowe filmy.
Podczas okupacji niemieckiej Havla zmuszono do sprzedaży studia, jednak pozostał jego dyrektorem. W tym okresie powstało ponad 20 filmów, a w 1943 roku Niemcy zbudowali w wytwórni nowe studia filmowe. Po przejęciu władzy przez komunistów studio przeszło pod państwowy zarząd. W latach 1960. przeżyło okres prosperity. Po transformacji, na początku lat 1990., studio Barrandov zostało sprywatyzowane i zaczęło działać jako podwykonawca dla innych studiów.
Ze studiem pracowali znani czechosłowaccy reżyserzy filmowi, m.in. Miloš Forman, Jiří Menzel czy Václav Vorlíček. Studio Filmowe Barrandov jest producentem wielu znanych filmów amerykańskich, które zostały nagrodzone m.in. Oscarem czy Złotymi Globami. Także dla Polski Barrandov przygotowywało efekty specjalne, m.in. do filmu Juliusza Machulskiego Kingsajz, czy plan zdjęciowy do serialu Jana Łomnickiego Dom z 1980 r.
Siedziba Studia Filmowego Barrandov znajduje się w Pradze w dzielnicy Barrandov.

## Znane filmy
- 1964 – Lemoniadowy Joe
- 1967 – Koniec agenta W4C
- 1973 – Trzy orzeszki dla Kopciuszka
- 1977 – Adela jeszcze nie jadła kolacji
- 1983 – Yentl
- 1984 – Amadeusz[1]
- 1996 – Mission: Impossible[1]
- 2001 – Obłędny rycerz
- 2002 – xXx
- 2002 – Liga niezwykłych dżentelmenów
- 2004 – Książę i ja
- 2004 – Obcy kontra Predator
- 2004 – Van Helsing
- 2004 – Eurotrip
- 2004 – Hellboy
- 2005 – Oliver Twist[1]
- 2005 – Nieustraszeni bracia Grimm
- 2005 – Hostel
- 2005 – Opowieści z Narnii: Lew, czarownica i stara szafa
- 2007 – Hannibal. Po drugiej stronie maski
- 2008 – Opowieści z Narnii: Książę Kaspian